# Club Atlético Atenas (Montevidéu)
O Club Atlético Atenas é um proeminente clube poliesportivo uruguaio, sediado no bairro de Palermo, em Montevidéu, fundado em 8 de abril de 1918 por integrantes da antiga Plaza de Deportes nº 3. Seu nome é uma homenagem à cidade grega de Atenas, sede da primeira edição dos Jogos Olímpicos.
O clube tem o basquetebol como principal atividade, esporte pelo qual ostenta o título de primeiro campeão de uma competição nacional organizada pela Federação Uruguaia de Basquetebol. No ano de 2008, foi homenageado pelo Parlamento de Montevidéu pela riqueza de seu trabalho social e esportivo.

## Títulos
| Nacionais                               | Nacionais | Nacionais                     | Nacionais |
| Competição                              | Títulos   | Temporadas                    |           |
| --------------------------------------- | --------- | ----------------------------- | --------- |
| Campeonato Nacional                     | 5         | 1918, 1919, 1920, 1921 e 1922 |           |
| Campeonato Federal                      | 2         | 1931 e 1969                   |           |
| Torneio Metropolitano (Segunda Divisão) | 2         | 2012 e 2017                   |           |